# Jan Cajmer
Jan Cajmer, pierwotnie Johann Zeimer (ur. 1911 w Samborze, zm. 1974 w Lozannie) – polski muzyk pochodzenia żydowskiego o korzeniach austriackich. Był dyrygentem powstałej w 1946 Orkiestry Tanecznej Polskiego Radia, popularnej w latach 50. XX wieku.

## Życiorys
Urodził się w kamienicy przy samborskim rynku, gdzie jego ojciec, Mosze (Markus), miał sklep z zegarami. Miał dwie siostry – Różę i Malwinę. Obie były lubianymi nauczycielkami języków obcych w Gimnazjum im. Marii Konopnickiej w Samborze. Cajmerowie byli bogatą żydowską rodziną i dbali o gruntowne wykształcenie dzieci. Cajmer ukończył gimnazjum w Samborze i prywatną szkołę muzyczną Józefy Zielonczanki-Donicht – świetnej nauczycielki gry na fortepianie, która po wojnie osiadła w Opolu i wykształciła wielu muzyków na Śląsku. Studiował prawo i dyrygenturę na Akademii Muzycznej w Wiedniu. W latach 1929–1932 w Wiedniu zarobkował jako pianista kawiarniany. Latem 1941, po ataku niemieckim na ZSRR, służąc w Armii Czerwonej prowadził orkiestrę w Okręgowym Domu Armii Czerwonej w Samborze. W latach 1942–1943 pracował w rozgłośni radiowej w Saratowie i Kujbyszewie.
W maju 1943 zgłosił się, w stopniu porucznika, do formującej się we wsi Sielce nad Oką I Dywizji Wojska Polskiego, gdzie prowadził orkiestrę i teatr żołnierski, będący zaczątkiem Teatru Wojska Polskiego. W wojsku przebywał do końca wojny. Od 1945 pracował w Polskim Radiu skierowany tam rozkazem wojskowym. Podlegał dyrektorowi muzycznemu Romanowi Jasińskiemu i jego zastępcy Władysławowi Szpilmanowi. Prowadził Orkiestrę Taneczną Polskiego Radia od jej powstania w 1946 do 1957, kiedy to niespodziewanie wyjechał z Polski. Był jej dyrygentem i aranżerem. Orkiestra miała brzmienie dixielandowe, a miękkim brzmieniem przypominała zespół Charlesa Browna.
Pod pseudonimem Jan Rem kierował triem instrumentalnym (akordeon, gitara, kontrabas), które dużo nagrywało na płyty dla wytwórni Mieczysława Fogga Fogg Record.
Po 1956 roku sława Cajmera zaczęła przemijać. Pojawiły się wówczas nowe trendy w muzyce i nowe wschodzące gwiazdy: Sława Przybylska, Irena Santor, Rena Rolska, Wiesława Drojecka, Hanna Rek, Ludmiła Jakubczak. Przemijała też sława Nataszy Zylskiej i Marty Mirskiej. Cajmer był też w czasie odwilży gomułkowskiej atakowany przez prasę za nieprzychylne traktowanie jazzu w latach stalinizmu.
30 kwietnia 1957 Włodzimierz Sokorski prezes Radiokomitetu zezwolił mu na „natychmiastowy wyjazd za granicę na leczenie”, z którego już nigdy do Polski nie powrócił. Osiadł w Izraelu. U schyłku życia przeprowadził się do Lozanny w Szwajcarii, gdzie mieszkał z jedyną córką Emanuelą i tam zmarł. Jego siostry, Róża i Malwina, zginęły w samborskim getcie.
W latach 50. XX wieku modne było powiedzenie „Masz zagrania jak Cajmer o północy” (utwory orkiestry emitowano późną nocą) na określenie dziwnych zachowań.

## Utwory

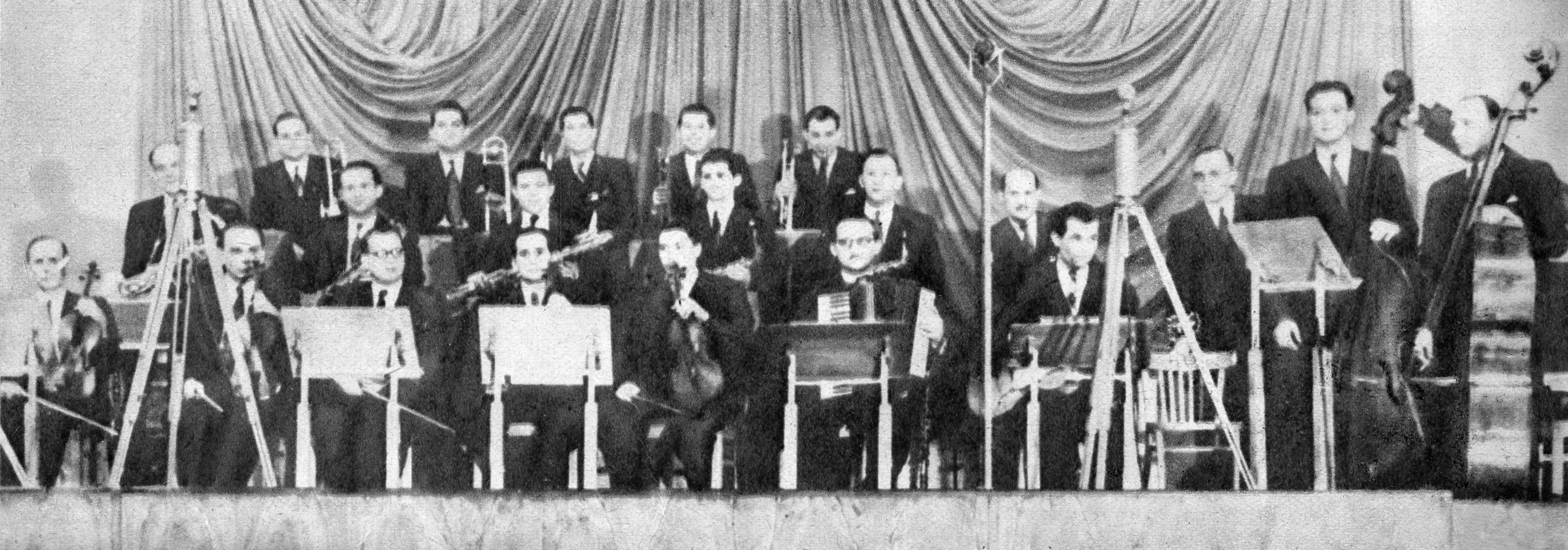
Orkiestra Jana Cajmera (1949)

Utwory Orkiestry Tanecznej Polskiego Radia pod dyrekcją Jana Cajmera
- Orkiestra Taneczna Polskiego Radia – Zatańczmy razem (instrumentalny)
- Marta Mirska – Przyjedź znów
- Bogdan Niewinowski – Zakochałem się niechcący
- Natasza Zylska – Pik, pik, pik
- Orkiestra Taneczna Polskiego Radia – Warszawa w dzień i wieczór (instrumentalny)
- Marta Mirska – Dwa wiosła
- Bogdan Niewinowski – Akacje
- Barbara Barska – Przelotny ptak
- Orkiestra Taneczna Polskiego Radia – Ja wiem (instrumentalny)
- Marta Mirska – Urlop
- Leonard Jakubowski – Pewnie miła zapomniałaś
- Natasza Zylska – Mój mąż łowi ryby
- Janusz Gniatkowski – Appassionata (pierwsze nagranie z 3.12.1955)
- Rena Rolska – Pik pik pik (nagranie z 1955)
- Orkiestra Taneczna Polskiego Radia – Uliczna zabawa (instrumentalny)
- Marta Mirska – Jest taka godzina
- Bogdan Niewinowski – Ej, nie mów hop
- Natasza Zylska – Deszczowy fokstrot
- Orkiestra Taneczna Polskiego Radia – Moja gwiazda (instrumentalny)
- Marta Mirska – Wesoły pociąg
- Bogdan Niewinowski – Kobiety nie bij nawet kwiatem
- Marta Mirska – Pierwszy siwy włos
- Orkiestra Taneczna Polskiego Radia – Wiązanka popularnych rumb (instrumentalny)

## Ordery i odznaczenia
- Krzyż Kawalerski Orderu Odrodzenia Polski (1954)[8]
- Złoty Krzyż Zasługi (1950)[9]
- Medal 10-lecia Polski Ludowej (1955)[10]